# Мцхетский мост
Мцхетский мост (груз. მცხეთის ხიდი) — несохранившийся мост через реку Куру вблизи города Мцхета, Грузия. Был построен в античные времена. Затоплен в 1926 г. после строительства Земо-Авчальской ГЭС. 

## Название
Название моста дано по расположенному рядом городу Мцхета. Существовали также формы Могвский и Могветский мост.
Мост также называют мостом Помпея или Помпейским мостом, в честь древнеримского полководца Помпея, вторгшегося в Иберию в 65 году до н. э. и якобы построившего каменный мост на этом месте.

## История
Мост был расположен в центральной части древнего Иберийского царства Мцхета. Через мост с античных времен проходили основные дороги Закавказья из Дарьяльского ущелья к южной границе Грузии и от Черного моря к Каспийскому морю. Упоминания о мосте встречаются у Аппиана (II в. н. э.), Диона Кассия (II—III в. н. э.) и Мовсеса Хоренаци (V в.). В 65 году до н. э. царь Иберии Артак сжёг мост во время нападения римского полководца Гнея Помпея.
В конце V в. мост был расширен до 100—120 м по приказу царя Вахтанга Горгасали: «А Вахтанг расширил мост Могвский (Могветский мост) до шестидесяти мхари, чтобы войска могли разминуться на нём.» Античный мост был построен на каменных устоях с деревянным пролётным строением, которое легко разбиралось или сжигалось в случае необходимости преградить путь противнику.
В XVIII в. мост был на содержании дворян Мцхеты — Гедеванишвили, которые имели право взимать плату за проезд по мосту. В 1771 году через мост проезжал путешественник Иоганн Гюльденштедт: «Мы направились теперь вверх по берегу Куры, прошли приблизительно версту и перешли через мост, за что дворянин из Мцхета взимает мостовую пошлину. Он еле выдержал наш переход.»
А. С. Пушкин упоминает мост в «Путешествии в Арзрум во время похода 1829 года»: «В нескольких верстах от Гарцискала мы переправились через Куру по древнему мосту, памятнику римских походов…»
Инженер Термин, перестроивший мост в 1839—1841 гг., так описывал старый Мцхетский мост: «…если здесь и существовал некогда мост, построенный римлянами,  то в позднейшее время он пришел в разрушение и был перестроен грузинами или персами…».
Устои моста были построены из булыжника на скальном основании, пролётное строение было деревянным арочным с пролётом около 21 м. Между средним устоем и левым берегом было ещё пять малых сводов из булыжного камня для пропуска паводковых вод. Ширина моста составляла 4,3 м.
Сохранилось два изображения Мцхетского моста: картина «Помпеев мост в Мцхета» известного русского художника XIX века Н. Г. Чернецова (хранится в фондах Русского музея) и картина английского путешественника Р. Лайэлла, помещенная в его книге, изданной в Лондоне в 1825 году.
С развитием тяжелого транспорта в XIX веке использование ветхого моста стало небезопасным. В 1839—1841 годах старый мост был разобран и на его месте построен новый каменный мост. Через главный проток была построена коробовая арка из тесаного штучного камня отверстием 23,5 м. В левой кирпичной стене для пропуска паводковых вод были сделаны 2 отверстия 10,7 и 6,4 м. Через боковые протоки было устроено три моста из кирпича, каждый в одну арку отверстием 10,7 м. Главный свод и лицевые поверхности устоев были облицованы жёлтым песчаником. 
Перестройка моста производилась под руководством инженера Термина. Стоимость работ составила 55 тыс. руб. серебром.
Во время реконструкции моста была снесена сторожевая башня, располагавшаяся перед мостом.
В 1926 году после строительства Земо-Авчальской ГЭС мост был затоплен. Первоначально предполагалось взорвать мост, но по требованиям археологов он был сохранён. Новый мост был построен в 1926 году по проекту инженеров Б. Микеладзе и Я. Карелина в 450 м выше по течению реки. На правом берегу реки на скалистом утёсе сохранились остатки каменной кладки от древней береговой опоры Мцхетского моста.

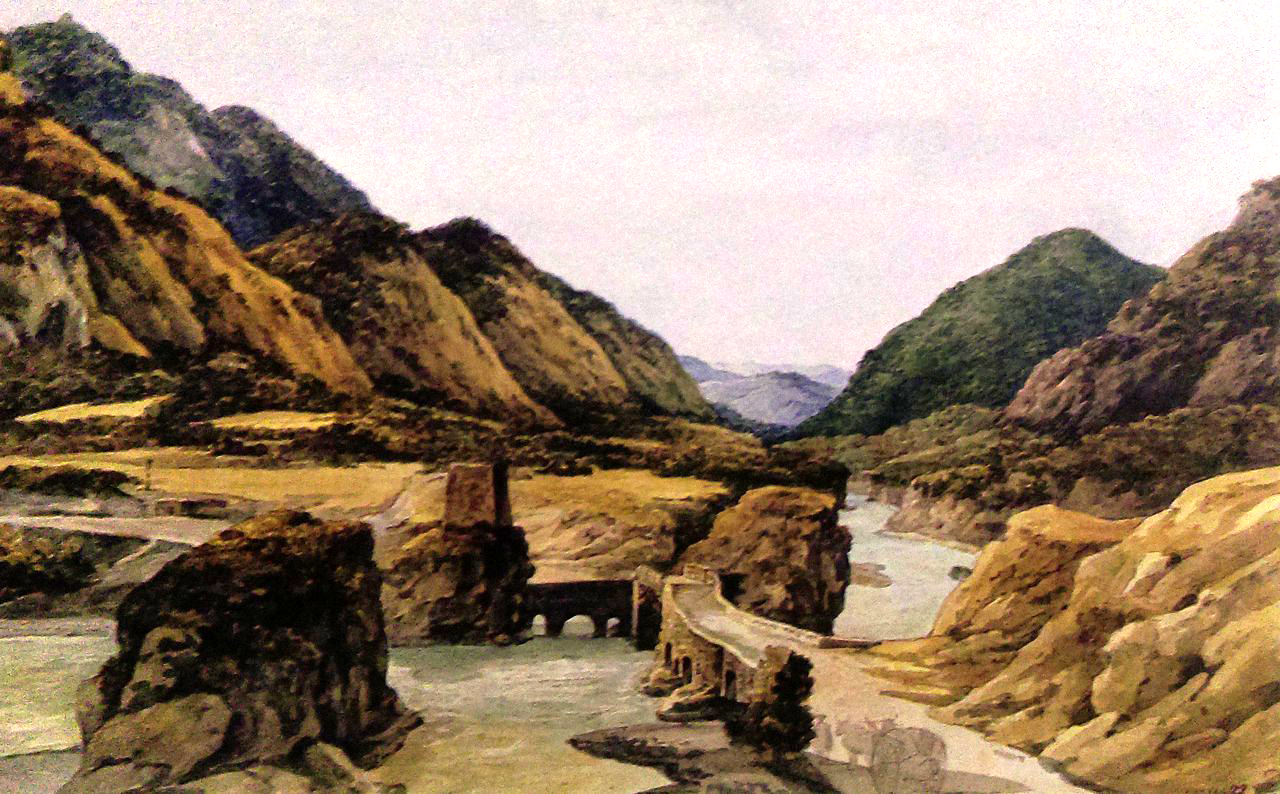
«Помпеев мост в Мцхета» (Н. Г. Чернецов, 1832 г.)
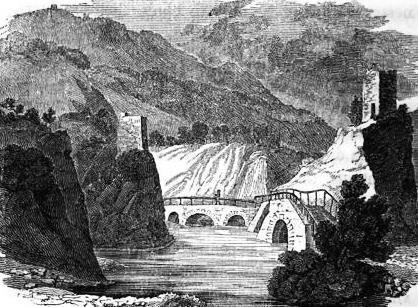
Рисунок моста из книги Р. Лайэлла, 1825 г.
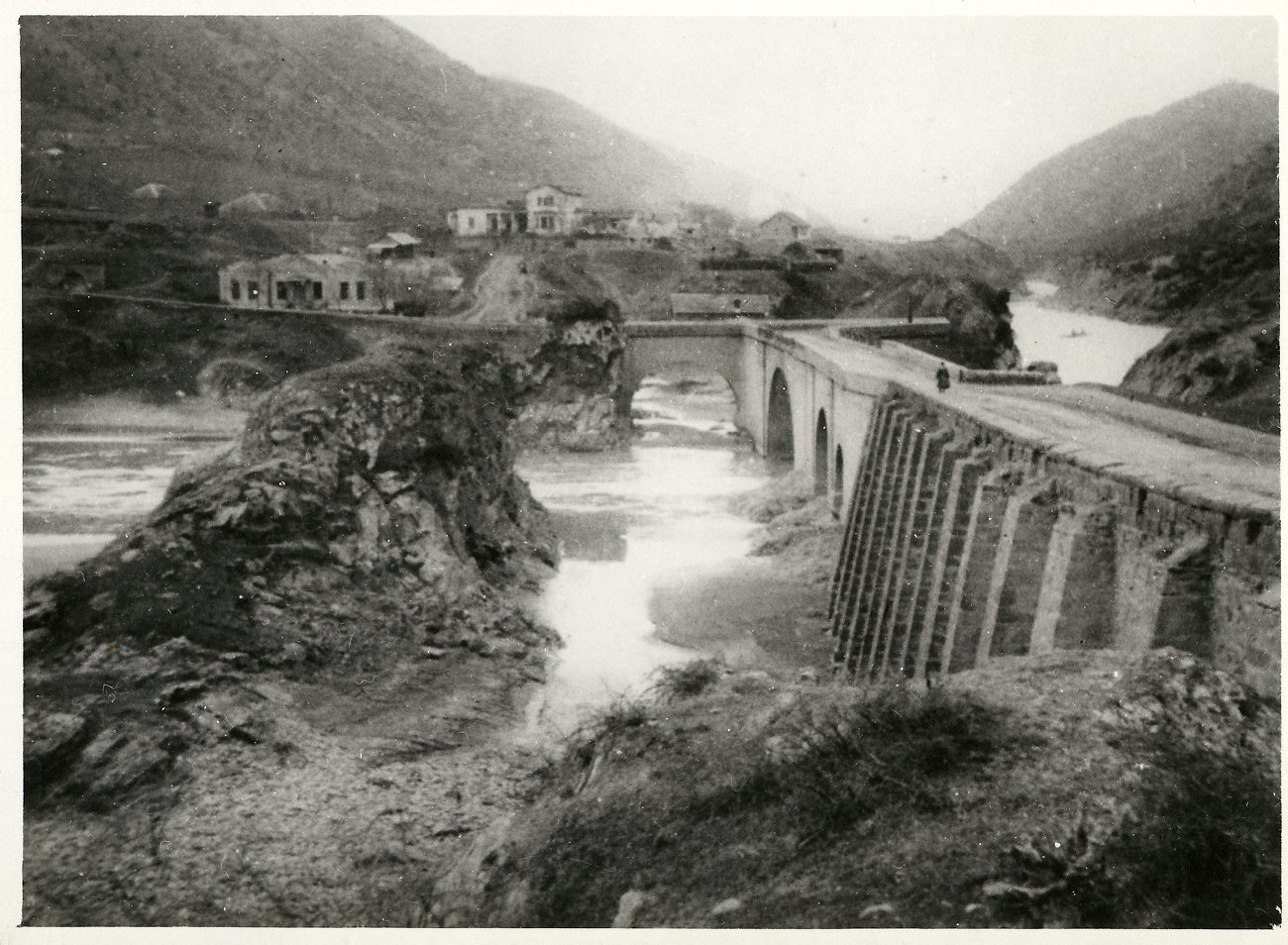
Мост в 1870-х гг.